# Тит Мурений Север
Тит Мурений Север (на латински: Titus Murrenius Severus) e политик и сенатор на Римската империя през началото на 3 век.

## Биография
През 202 г. той e суфектконсул заедно с Гай Касий Регалиан. Консулът Мурений Север и неговият колега Регалиан са напълно непознати до намерената през 2001 г. и публикувана военна диплома (diploma militaris).